# Herb Kolbuszowej
Herb Kolbuszowej – jeden z symboli miasta Kolbuszowa i gminy Kolbuszowa w postaci herbu.

## Wygląd i symbolika
Herb przedstawia dwie uściśnięte dłonie w czarnych rękawach. Nad dłońmi umieszczony jest krzyż równoramienny barwy złotej, pod dłońmi umieszczona jest srebrna gwiazda sześcioramienna, nie gwiazda Dawida. Całość znajduje się na błękitnej tarczy herbowej.
Symbolika herbu wiąże się z dobrym współżyciem katolików i żydów w mieście.
Pierwszy herb miasta, lokowanego około 1690-1700, przedstawiał monogram IHS z krzyżem łacińskim zaćwieczonym od góry i trzema gwoździami poniżej.